# 마테우시 비에테스카
마테우시 비에테스카(폴란드어: Mateusz Wieteska, 1997년 2월 11일 ~ )는 폴란드의 축구 선수로, 현재 튀르키예 쉬페르리그의 코자엘리스포르에서 센터백으로 뛰고 있다.